# Heartland (romanserie)
 For alternative betydninger, se Heartland. (Se også artikler, som begynder med Heartland)
Heartland er en roman-serie i 25 dele skrevet af Lauren Brooke. Den første del udkom i 2001. Serien handler om femtenårige Amy Fleming, der bor på en hestefarm i Virginia, USA sammen med sin bedstefar, Jack Bartlett og storesøster Lou Fleming. Hendes mor døde, da hun var 14, og bøgerne handler om Amys liv efter moderens død og om hvordan hendes arbejde med mishandlede heste hjælper hende videre. Udover den åbenlyse handling om mishandlede heste, er der også et handlingsspor omkring de mennesker der er i Amys liv. 
Heartland er blevet lavet til en TV-serie i Canada og sendes på den canadiske tv-station CBC Networks under navnet Heartland. 

## Bøger i serien
1. En svær tid
2. Efter uvejret
3. Vejen frem
4. En ny chance
5. Lad det ske
6. Et spinkelt håb
7. En vej ud af mørket
8. Stærke bånd
9. En ny dag
10. Tro på fremtiden
11. Sande værdier
12. Før eller senere
13. Med tungt hjerte
14. Forandring
15. En dyrebar gave
16. Stå fast
17. Heste i nød
18. Tillid til hinanden
19. Dagen i morgen
20. Altid Heartland

### Specieludgivelser
- Heartland special: Bag horisonten
- Heartland special: Vinterferien
- Heartland: En ganske særlig jul

Yderligere er der på engelsk udkommet 
- Heartland special: A summer to remember
- Amy's journal

## Personer

### Amy Flemming
Amy er bøgernes hovedperson. Hun bor på Heartland i staten Virginia i USA sammen med sin bedstefar, storesøster og stalddrengen Ty. Hun er beskrevet som en pige med lysebrunt hår og grå øjne. Amy har sin mors talent for at trænge igennem til skadede og mishandlede heste og bruger denne evne i sin hverdag til at redde heste. Amy går i skole og skal jonglere dette, venner, heste og familie, og det er ikke altid lige nemt for hende. Hun finder dog altid støtte hos familien. Hun mister senere hen sin mor og ligger selv i koma, så da hun vågner op af komaen styrter hendes verden lidt sammen. Nu skal hun, Ty, bedstefaren og storesøsteren, selv køre stedet uden moderen. 

### Jack Bartlett
Amys morfar, og ejer af Heartland. Han har opdraget Amy og hendes søster Lou (Louise) siden deres far forlod dem da Amy var tre år. Jack er den faste klippe i Amys liv og hjælper gerne til med råd og vejledning når det gælder heste og livet. 

### Lou Flemming
Amys storesøster som var bosat i New York og som siden er flyttet til Heartland. Hendes fulde navn er Samantha Louise. Lou levede et byliv som forretningskvinde i New York og har store vanskeligheder med tilvænningen til det landlige liv på Heartland. Lou overtager forretningsiden af Heartland da deres mor dør. Lou er ikke glad for heste da hun forbinder dem med hendes fars ulykke som førte til at familien blev splittet. 

### Ty Baldwin
Ty er stalddreng på Heartland og har arbejdet sammen med Amys mor Marion. Ty kommer fra en broget baggrund, men har fundet en plads i livet på Heartland. Han hjælper Amy med problemhestene og så er han hendes bedste ven og senere kæreste. 

### Scott Trewin
Scott er Heartlands dyrlæge. Han bruger gerne Marions alternative mediciner og metoder i helbredelsen af heste. Scott og Lou finder sammen i slutningen af serien og får en datter, Holly. 

### Matt Trewin
Matt er Scotts lillebror og Amys klassekammerat. Matt ser gerne Amy som mere end en ven, men det er Amy ikke meget for. Matt kører tit rundt med sin bror når han skal ud og besøge syge dyr. 

### Soraya Martin
Soraya er Amys bedste ven. Soraya er også glad for heste, men har ingen selv. 

### Ashley Grant
Ashley er en af Amy, Matt og Sorayas klassekammerater, som har et helt andet syn på heste. Hun bor på det prestigefyldte stutteri Green Briar, som er drevet af hendes mor, Val Grant. Amy og Ashley ligger på samme niveau i springkonkurrencer hvilket fører til fjendskab. 

### Val Grant
Ejer af Green Briar, og er mor til Ashley. Val er en snob og er ikke bange for at fortælle Amy og hendes familie hvad hun syntes om Heartland. Hendes træningsmetoder inkluderer pisk og at betragte en hest som et arbejdsdyr og ikke et dyr man kan danne et bånd med. 

### Tim Flemming
Amy og Lous far som forlod dem da Amy var 3 år gammel. Tim var en succesfuld konkurrencerytter sammen med sin hest Pegasus, da han styrtede og blev hårdt skadet. Han tacklede ikke sine skader godt og det ledte til at hans ægteskab med Marion Flemming gik i opløsning. Han forsøger i løbet af serien at genetablere kontakten med sine børn. Hans hest Pegasus bor på Heartland. 

### Marion Flemming
Amys mor som dør i den første bog. Hun brugte alternative metoder til at hjælpe problemheste, og hun har oplært Amy i sine metoder. 

### Andre personer
- Lilly, Amys nye lillesøster.
- Ben Stillmann, bor en overgang på Heartland.
- Nick Halliwell, anerkendt hestetræner som benytter Heartland.

## Heste
I serien er der indtil flere heste som har en stor indflydelse på Amys liv. 
- Spartan er den hest som Amy og Marion kører ud for at redde, den aften Marion dør. Spartan er vigtig fordi det er den hest der hjælper Amy over hendes første svære tid.
- Sundance er Amys pony, som har sine helt egne meninger. Sundance kan være meget fræk og stædig når han vil. Han er ikke en problemhest.
- Pegasus er Tims hest som han forlod da han forlod familien. Amys mor brugte meget tid på at hjælpe Pegasus tilbage efter ulykken og er derfor tæt knyttet til Marion. Amy ser Pegasus som en del af hendes mor og er derfor tæt knyttet til Pegasus. Hen dør af sorg efter Marions død.
- Spindleberry er en af de heste Amy og de andre på Heartland redede, fra det forfærdelige aktions hus som han og de andre heste var på vej hen til. Amy knytter et helt specielt bånd til ham, og har svært ved og lade andre træne ham. Spindleberry er vigtig for Amy, fordi at han kom som enåring, og derfor kan læres op helt fra bunden, med Heartlands metoder. Han viser sig, til alles glæde, at være en lærenem og villig pony.
- Storm er Amys hest som er en gave fra hendes far Amy tager til mange konkurrencer med Storm men ender med at sælge den til sin gode ven Daniel som arbejder hos Nick Halliwell for at hun kan overgive sig 100% til Heartland.